# 庫特奈的羅貝爾
庫特奈的羅貝爾（法語：Robert de Courtenay，約1201年—1228年1月），拉丁帝國皇帝，1221年至1228年在位。
羅貝爾的父母皆於1219年去世。他的長兄菲利普二世放棄皇位並繼承那慕爾伯國，成為帝國繼承人的羅貝爾於1221年被加冕為皇帝。他在1228年於莫里亞去世，弟弟鮑德溫二世繼位為皇帝。